# Cultura yotoco

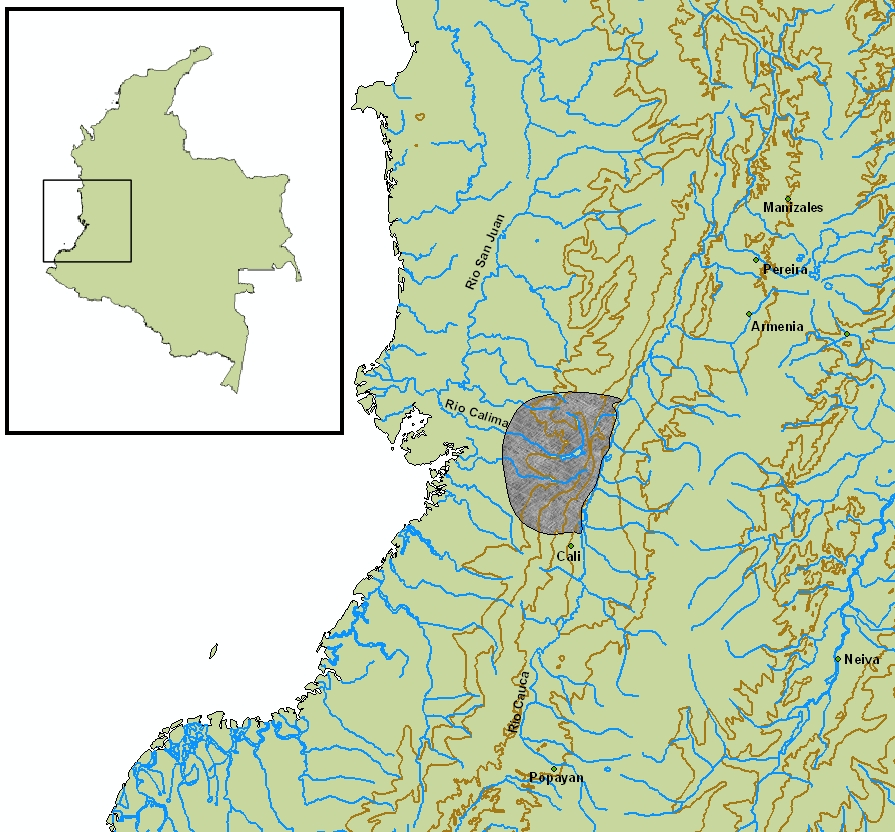
Ubicación geográfica Cultura Yotoco.

La cultura yotoco es una antigua cultura indígena colombiana que habitó los valles del Calima y Dorado en el actual departamento Valle del Cauca. Los yotoco se pueden considerar como la evolución de la más antigua cultura ilama que hábito la misma región geográfica entre los años 1500 a.c. y año 0; Se ha encontrado material arqueológico yotoco en las actuales poblaciones de Bitaco, Tragedias, Dagua, Bolívar y Buga. La cultura yotoco existió desde el siglo I hasta el siglo XII d. C.
La acidez del suelo de la región ha evitado que se hallen restos óseos de los antiguos habitantes ilamas o yotocos. Todo conocimiento se debe de obtener de los restos arqueológicos cerámicos, textiles y metalúrgicos.
Las gentes yotoco vivieron concentrados en poblados o aldeas. Los habitantes de la cordillera habitaron los antiguos asentamientos ilamas, y vivían de manera similar en casas construidas sobre terrazas artificiales que se establecían sobre colinas.
La sociedad yotoco empieza a declinar hacia el siglo VI d. C. ante la llegada de nuevas tribus a la región y para el siglo XIII d. C. la cultura Yotoco ya ha sido desplazada por la cultura sonso temprano hacia la zona baja del valle del río Cauca donde fueron posteriormente asimilados por las culturas tardías de la región.

## Actividades económicas

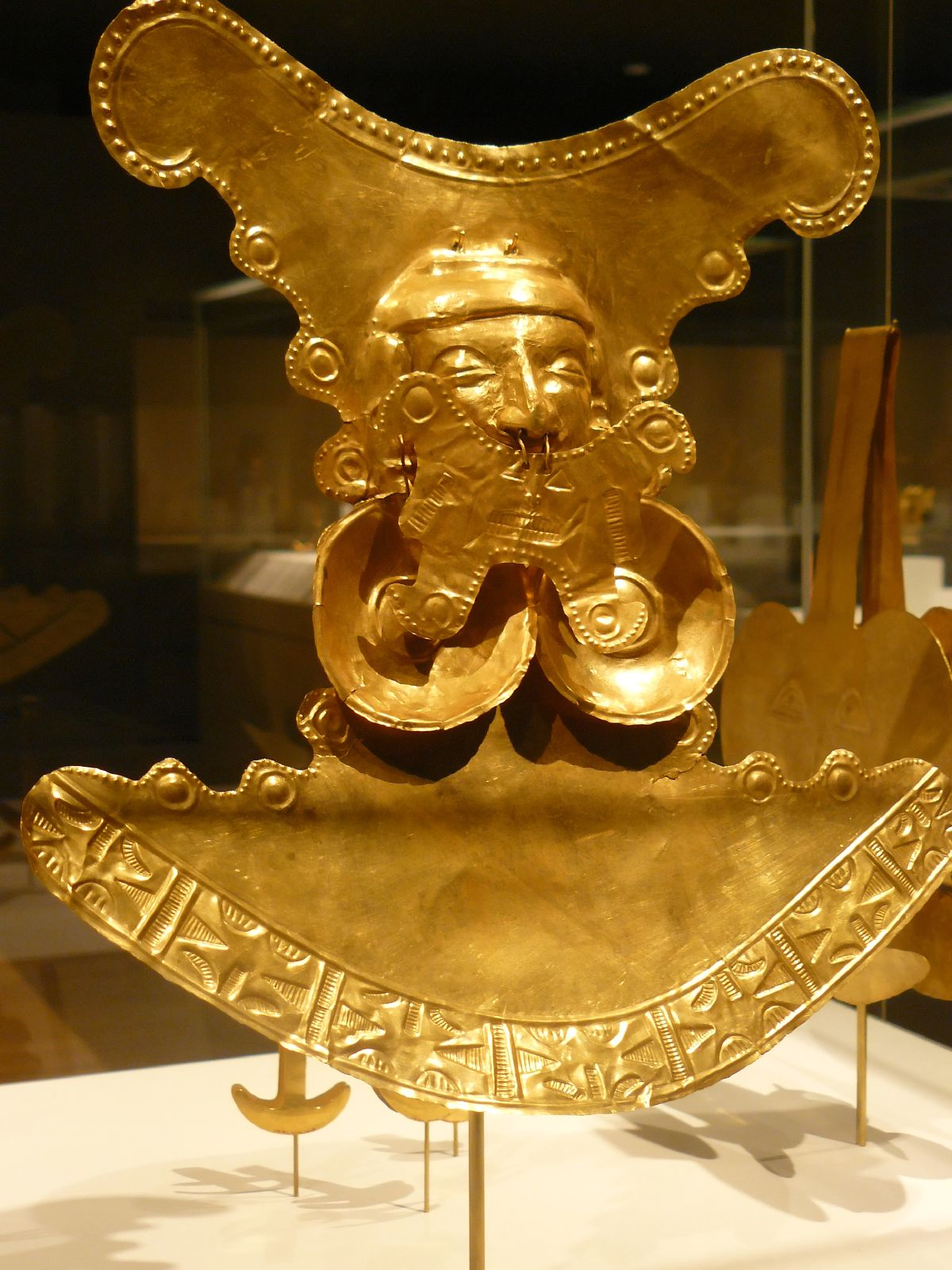
Pectoral, técnica: oro martillado. Museo Metropolitano de Arte, New York.

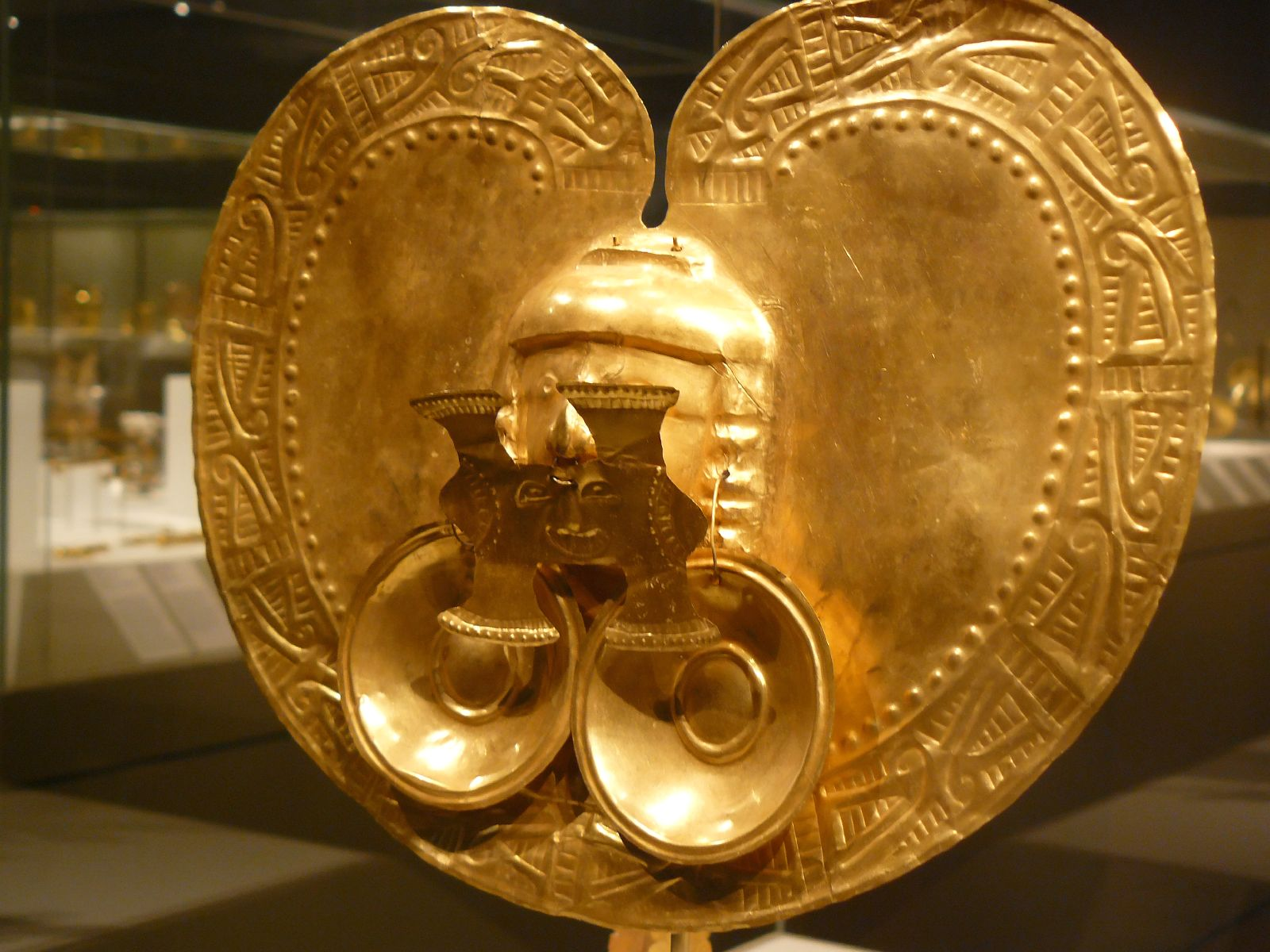
Pectoral en oro. Museo Metropolitano de Arte, New York.

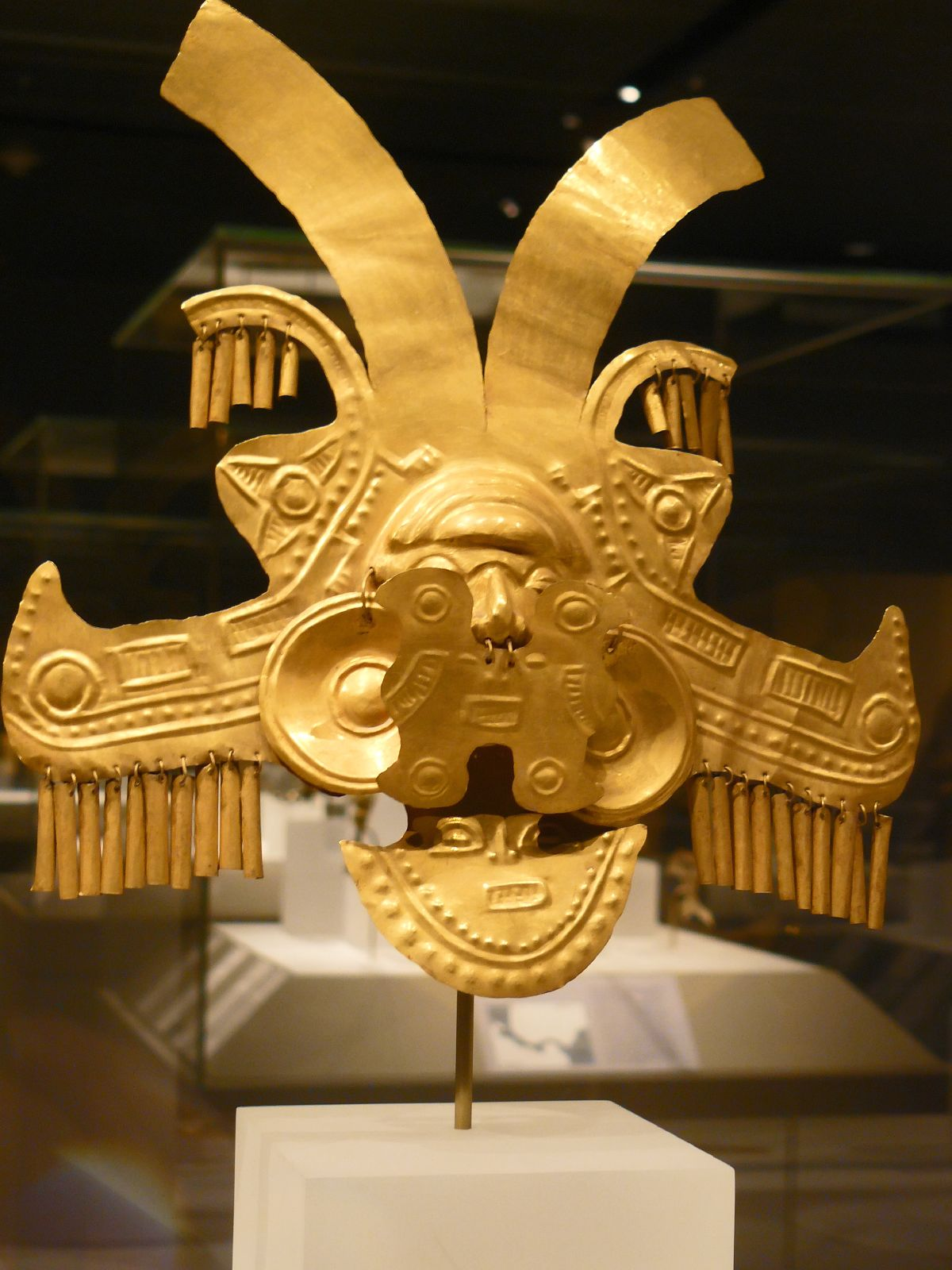
Pectoral, técnica: oro martillado. Museo Metropolitano de Arte, New York.

La economía yotoco se basó en la agricultura intensiva de maíz y frijol especialmente. En las zonas bajas e inundables de su territorio utilizaban técnicas de canalización basadas en zanjas y camellones. Los agricultores de esta cultura muy posiblemente utilizaron abonos orgánicos. Entre los cultivos de los yotoco, se han podido identificar con técnicas arqueológicas: maíz, frijol, yuca, arracacha, achiote y auyama.
Al igual que los Ilama, los yotoco sobresalen por su cerámica. Las formas de vasijas más comunes son: cuencos, ollas, urnas funerarias, cántaros, platos, copas y la botella de doble pico y asa puente. La decoración incluye motivos zoomorfos, antropomorfos y geométricos. La cerámica yotoco se decoraba con técnicas similares a las ilamas: incisión, aplicaciones y pintura (monocroma, bicroma y policroma). 
La metalurgia yotoco es una continuación de la ilama. Las técnicas principales eran las de martillado y repujado. Se han encontrado objetos en oro, principalmente: diademas, narigueras, orejeras, pectorales, brazaletes, ajorcas, máscaras. La técnica de la fundición a la cera perdida fue empleada para hacer colgantes y máscaras muy elaborados; la granulación fue utilizada por los yotoco para hacer cuentas de collar, anillos, y espejos de pirita. 
Conectando las diferentes regiones habitadas por los Yotoco se ha encontrado una extensa red de caminos. Esto indica la importancia del trueque o intercambio de los yotoco con otras comunidades indígenas. Los caminos tenían de 8 a 16 metros de ancho.

## Estructura social
La sociedad Yotoco debió de ser más compleja que la Ilama y estar altamente estratificada. El uso intensivo de la agricultura, y el gran nivel alcanzado en la cerámica y metalurgia indican que su sociedad debió de contar con especialistas, además de una élite compuesta por caciques, chamanes y guerreros.